# Gangulpara

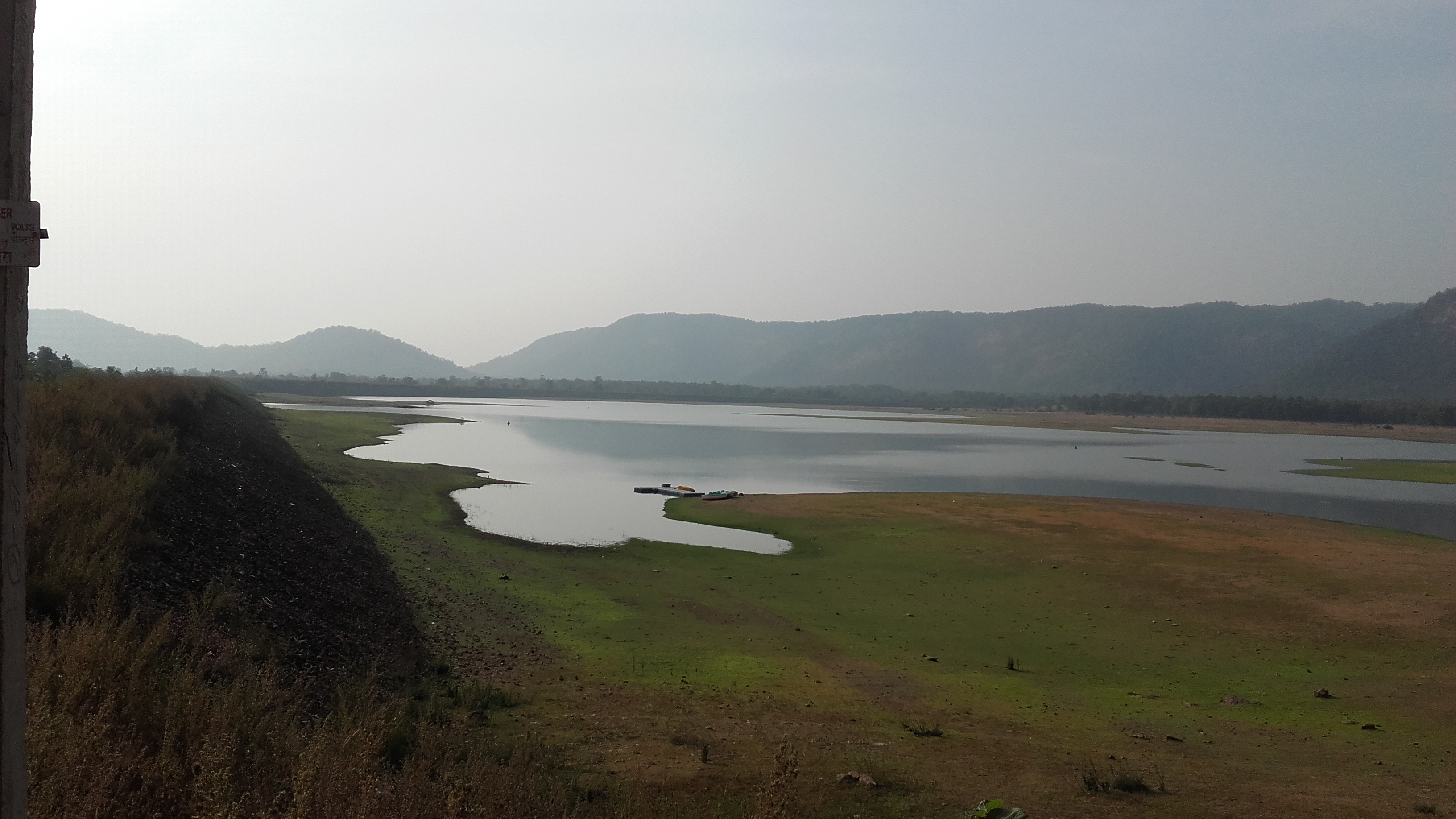
Aigües de Gangulpara

Gangulpara és un poble de l'Índia, a Madhya Pradesh, districte de Balaghat a una distància aproximada de catorze kilòmetres de la capital provincial, Balaghat (ciutat). En aquest poble hi ha una cisterna o llac artificial i una caiguda d'aigua notables. Ambdues coses estan rodejades d'un paisatge de gran bellesa natural. La gent utilitza el lloc per fer pícnic. La cisterna acumula l'aigua del Ghysri Nala i s'utilitza per regar els camps.